# You Were My Friend
"You Were My Friend" is een nummer van de Amerikaanse zangeres Chi Coltrane. Het nummer werd uitgebracht op haar debuutalbum Chi Coltrane uit 1972. Op 23 februari 1973 werd het nummer uitgebracht als de derde single van het album.

## Achtergrond
"You Were My Friend" is geschreven door Coltrane en geproduceerd door Toxey French. Coltrane bezingt in het nummer iemand met wie zij lange tijd vrienden is geweest, maar die tegen haar gelogen heeft. Hierdoor is de vriendschap voorbij. Het nummer werd uitgebracht als single in de Verenigde Staten, Frankrijk, Duitsland, Nederland en Joegoslavië. Het werd alleen in Nederland een hit, met een elfde plaats in de Top 40 en een twaalfde plaats in de Nationale Hitparade. Op 2 juni 1973 speelde Coltrane het nummer ter promotie in het Nederlandse televisieprogramma Toppop.

## Hitnoteringen

### Nederlandse Top 40
| Hitnotering: 02-06-1973 t/m 14-07-1973 | Hitnotering: 02-06-1973 t/m 14-07-1973 | Hitnotering: 02-06-1973 t/m 14-07-1973 | Hitnotering: 02-06-1973 t/m 14-07-1973 | Hitnotering: 02-06-1973 t/m 14-07-1973 | Hitnotering: 02-06-1973 t/m 14-07-1973 | Hitnotering: 02-06-1973 t/m 14-07-1973 | Hitnotering: 02-06-1973 t/m 14-07-1973 | Hitnotering: 02-06-1973 t/m 14-07-1973 |
| Week                                   | 1                                      | 2                                      | 3                                      | 4                                      | 5                                      | 6                                      | 7                                      |                                        |
| -------------------------------------- | -------------------------------------- | -------------------------------------- | -------------------------------------- | -------------------------------------- | -------------------------------------- | -------------------------------------- | -------------------------------------- | -------------------------------------- |
| Positie                                | 24                                     | 15                                     | 11                                     | 12                                     | 22                                     | 29                                     | 38                                     | uit                                    |

### Daverende Dertig
| Hitnotering: 26-05-1973 t/m 30-06-1973 | Hitnotering: 26-05-1973 t/m 30-06-1973 | Hitnotering: 26-05-1973 t/m 30-06-1973 | Hitnotering: 26-05-1973 t/m 30-06-1973 | Hitnotering: 26-05-1973 t/m 30-06-1973 | Hitnotering: 26-05-1973 t/m 30-06-1973 | Hitnotering: 26-05-1973 t/m 30-06-1973 | Hitnotering: 26-05-1973 t/m 30-06-1973 |
| Week                                   | 1                                      | 2                                      | 3                                      | 4                                      | 5                                      | 6                                      |                                        |
| -------------------------------------- | -------------------------------------- | -------------------------------------- | -------------------------------------- | -------------------------------------- | -------------------------------------- | -------------------------------------- | -------------------------------------- |
| Positie                                | 29                                     | 24                                     | 17                                     | 12                                     | 18                                     | 28                                     | uit                                    |

### NPO Radio 2 Top 2000
| Nummer met noteringen in de NPO Radio 2 Top 2000 | '99  | '00 | '01 | '02 | '03  | '04 | '05 | '06  | '07  | '08 | '09  | '10  | '11  | '12 | '13  | '14  |
| ------------------------------------------------ | ---- | --- | --- | --- | ---- | --- | --- | ---- | ---- | --- | ---- | ---- | ---- | --- | ---- | ---- |
| You Were My Friend                               | 1008 | 943 | 544 | 448 | 1021 | 948 | 957 | 1348 | 1006 | 999 | 1159 | 1148 | 1578 | -   | 1711 | 1920 |

1. ↑  Een '-' betekent dat het nummer niet was genoteerd en een vetgedrukt getal geeft de hoogste notering aan.
2. ↑  Deze tabel is bijgewerkt tot en met de laatste editie (2024).

## Media
Het nummer werd in 2021 in Vlaanderen gebruikt als titelsong van de serie MSBV (Mijn Slechtste Beste Vriendin).